# Науменко Денис Ігорович
Дени́с І́горович Нау́менко — солдат Збройних Сил України, учасник російсько-української війни, що загинув під час російського вторгнення в Україну.

## Життєпис
Народився 16 січня 2002 року в м. Києві.
Солдат, військовослужбовець 95 ОДШБр.
Загинув 27 лютого 2022 року від час ворожого артилерійського обстрілу поблизу міста Залізного Бахмутського району Донецької області. Похований в місті Крюківщині Київської області.

## Нагороди
- орден «За мужність» III ступеня (4 березня 2022, посмертно) — ''за особисту мужність і самовіддані дії, виявлені у захисті державного суверенітету та територіальної цілісності України, вірність військовій присязі.